# Saguinus kulina
Saguinus kulina — вид широконосих приматів родини ігрункові (Callitrichidae). Описаний у 2023 році. Належить до видового комплексу Saguinus mystax.

## Назва
Вид названо на честь індіанців куліна, що мешкають на території, де виявлено цей вид.

## Поширення
Ендемік Бразилії. Поширений на заході Амазонії між правим берегом річки Журуа та лівим берегом річки Тефе.